# Schnorrer

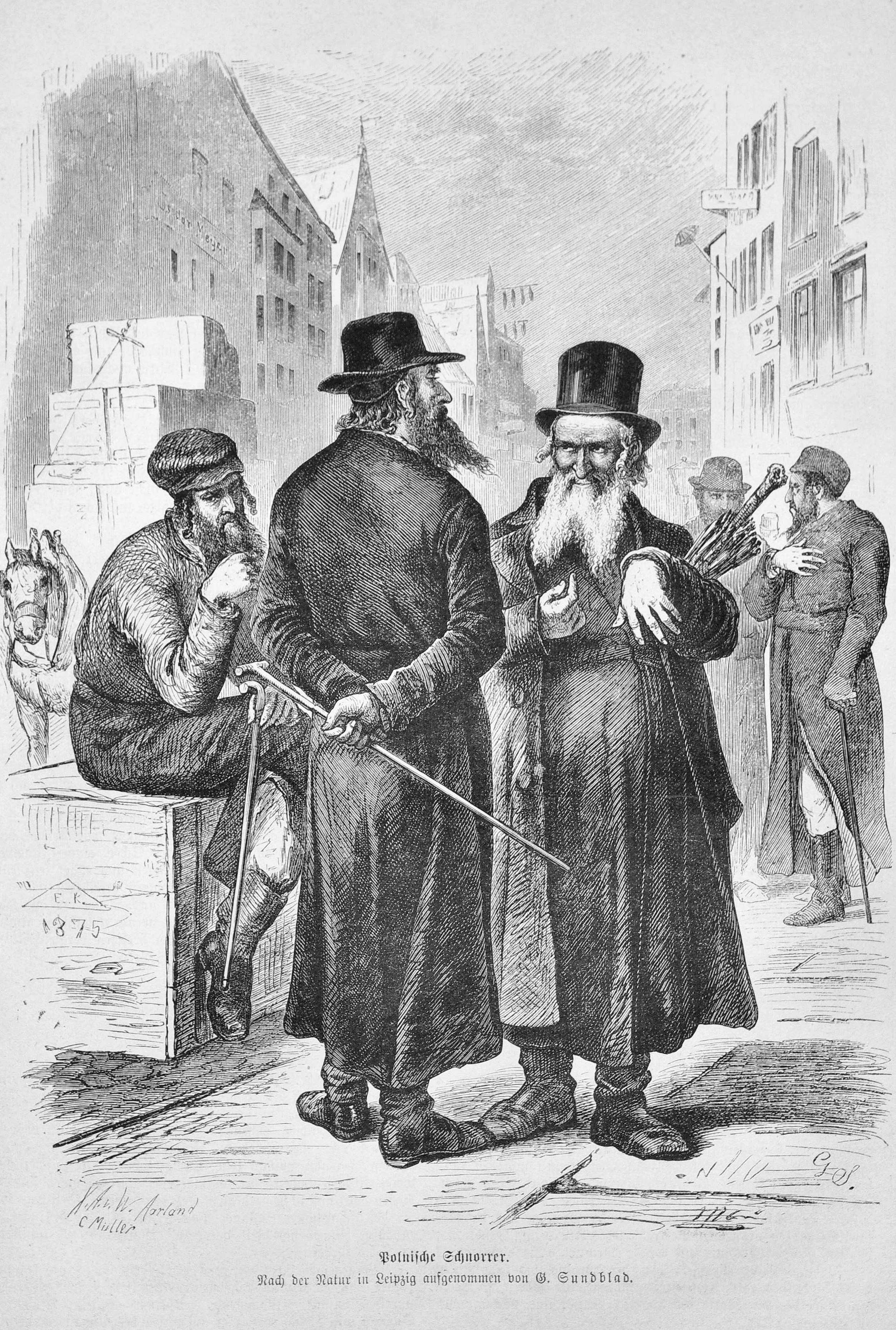
Polnische Schnorrer in Leipzig. Aus: Die Gartenlaube (1875)

Ein Schnorrer (weibliche Form Schnorrerin) ist eine Person, die sich durch häufiges, nicht aggressives Bitten um Gefälligkeiten und/oder Geld unbeliebt macht. Die Bezeichnung hat ihren Ursprung in der Schnarre, ein Musikinstrument, das jüdische Almosensammler bis ins 19. Jahrhundert benutzten, um auf sich aufmerksam zu machen.
Sinnverwandt sind die Begriffe Meshulach und Shadar von SHaDaR (שד"ר, Akronym für SHelichei DeRabonan, „Ein Abgesandter des Rabbis“, oder nach anderer Lesart SHelichah DeRachmanah, „Ein Abgesandter des Barmherzigen“ (=Gottes)) für das Spendensammeln von Vertretern ärmerer jüdischer Gemeinden bei reicheren jüdischen Gemeinden.

## Allgemeinsprachliche Verwendung
Das Wort stammt aus dem Jiddischen: „Da Bettelmusikanten oft mit Lärminstrumenten wie der Schnarre durch die Lande zogen, wurde der Name des Instrumentes auf die Musikanten übertragen.“ Umgangssprachlich wird das Wort „Schnorren“ bisweilen auch für einmalige Handlungen verwendet, etwa bei der Bemerkung „Ich schnorre mir jetzt eine Zigarette“.
Im heutigen umgangssprachlichen Gebrauch hat der Begriff seine ursprüngliche, geistig-religiöse Bedeutung verloren. In modernen, nicht-jüdischen Kulturen und Gesellschaften werden Schnorrer eher mit Bettlern und Vagabunden gleichgestellt: Der „typische Schnorrer“ bringt andere Personen geschickt dazu, ihn zu unterstützen, ohne zu einer Gegenleistung aufgefordert zu werden, oder wenigstens selbst eine solche zu erbringen. Im Unterschied zum normalen Bitten, etwa um Kleinigkeiten ohne Gegenleistung wie einer Zigarette oder Kleingeld, zeichnet sich das Schnorren durch nachhaltiges Wiederholen der Bitte aus. Aus diesem Grund fallen Schnorrer bei aufmerksamen Umstehenden rasch auf, werden als „lästig“ empfunden und als Personen gemieden.

## Gesellschaftliche Stellung im Judentum
Eine besondere Bedeutung haben Schnorrer im orthodoxen Judentum. Sie ermöglichen gläubigen Juden, einer wichtigen religiösen Pflicht nachzukommen – der Barmherzigkeit gegenüber Schwächeren und der Almosenspende: der Schnorrer wird hierbei zum Wohltäter, der die religiöse Pflicht der Zedaka bzw. Wohltätigkeit erst ermöglicht. In chassidischen Gemeinden ist dies auch heute noch üblich. Solche Juden werden es aber strengstens vermeiden, Nichtjuden um Zuwendungen zu bitten.
Schnorren war zudem eine häufige Tätigkeit des sogenannten „Luftmenschen“, eines völlig mittellosen Menschen. Ein gewisser Schimele Kaftan in Vilnius wurde gar zur Legende. Schnorren diente häufig auch einem ganz bestimmten Zweck, etwa der Verheiratung einer Tochter oder eines Sohnes. Der niederländische Rabbiner Simon Philip de Vries berichtete aus Sicht der Westjuden:
„Sie griffen zu Schritten, die den Juden Westeuropas kaum verständlich waren. Denn diese Väter unternahmen weite Reisen und bettelten das Notwendige oft auf einer langen Wanderung zusammen! Das hielten sie für ihre Pflicht als Eltern. Die westlichen Juden betrachteten das mit einem gewissen Erstaunen, aber wer hätte diese Familienväter deswegen verachtet?!“
Weil schnorren auch von Nichtjuden häufig mit Juden in Verbindung gebracht wurde, hat sich im deutschen Sprachraum regional das Verb juden, beziehungsweise jüdeln, verbreitet. Über das Jiddische ist das Wort „Schnorrer“ auch in die englische Sprache eingeflossen: Dort bezeichnet es einen Bittsteller, der sich durch besondere Chuzpe und einen Mangel an jeglicher Unterwürfigkeit auszeichnet.

## Roman „König der Schnorrer“
Anschaulich wird die Funktion des jüdischen Schnorrers in Israel Zangwills Roman Der König der Schnorrer (London 1894) beschrieben. Der Roman stellt dar, wie sich der Schnorrer um Welten sowohl vom christlichen als auch vom muslimischen Bettler unterscheidet – die beide in ihrer jeweiligen Religion eine ähnliche Aufgabe haben wie der Schnorrer im Judentum. Im Unterschied zu diesen muss der Schnorrer jedoch auch Talmudgelehrter sein, da er seine „Opfer“ durch religiöse Unterweisung zur Wohltat veranlassen muss. Neuverlegt wurde der Roman im Jahr 1989, indem die Geschichte mit den Augen eines jüdischen Schnorrers namens Andrey Yumusak während des Aufkommens des Nationalsozialismus in der Weimarer Republik ab dem Jahre 1929 dargestellt wurde.